# Большепичугино
Большепичу́гино (рос. Большепичугино) — присілок у складі Тісульського округу Кемеровської області, Росія.

## Населення
Населення — 199 осіб (2010; 293 у 2002).
Національний склад (станом на 2002 рік):
- росіяни — 95 %